# Kolvenderbach
Kolvenderbach är ett vattendrag i Belgien.   Det ligger i provinsen Liège och regionen Vallonien, i den östra delen av landet, 150 km öster om huvudstaden Bryssel.
Omgivningarna runt Kolvenderbach är en mosaik av jordbruksmark och naturlig växtlighet. Runt Kolvenderbach är det ganska tätbefolkat, med 58 invånare per kvadratkilometer.